# Рабкор (Октябрьский район)
Рабкор (бел. Рабко́р) — посёлок и железнодорожная станция в Октябрьском районе Гомельской области Белоруссии. В составе Октябрьского сельсовета.

## География

### Расположение
В 4 км на юго-запад от городского посёлка Октябрьский, 177 км от Гомеля.

## Гидрография
На юго-западе канава Серебрянская (приток реки Птичь).

## Транспортная сеть

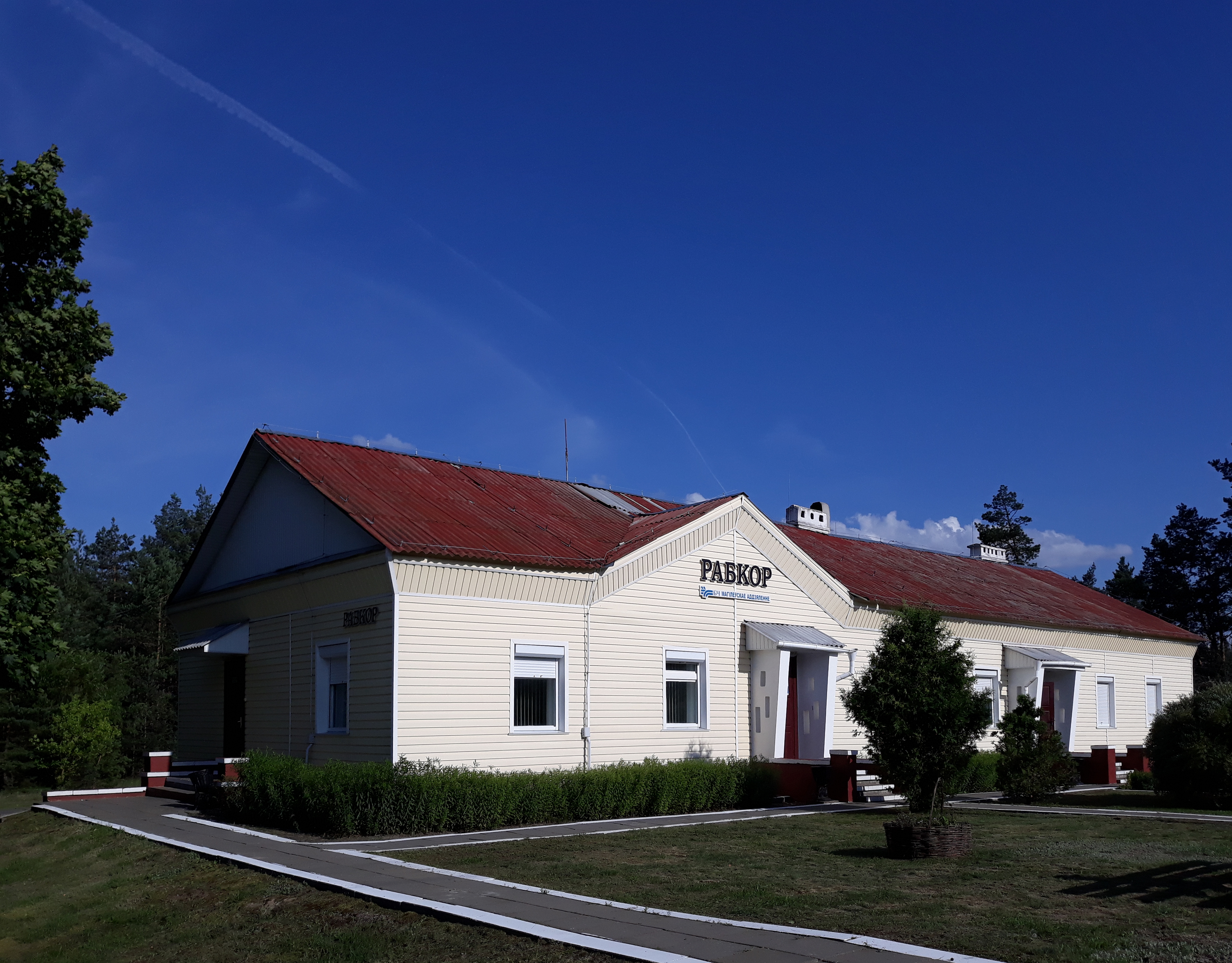
Железнодорожная станция Рабкор

Транспортные связи по просёлочной, затем автомобильной дороге Глуск — Озаричи. Планировка состоит из прямолинейной улицы почти меридиональной ориентации (вдоль железной дороги), застроенной односторонне преимущественно деревянными жилыми и хозяйственными (пристанционными) строениями.

## История
Основан в 1931 году, после начала строительства железнодорожной ветки Бобруйск — Старушки от линии Осиповичи — Жлобин. В начале строительства железной дороги станция имела название Ударная, позже молодёжь Рудобельщины её назвали Рабкор (рабочая особая бригада комсомольских организаций района). Около железнодорожной станции Ратмировичи сформировался посёлок, название которому было определено Указом Президиума Верховного Совета БССР от 21 января 1969 года.
В 1940 году во время Великой Отечественной войны, в 1941 году, вместе с частями Красной Армии железнодорожную станцию защищал батальон добровольцев. Немецкие оккупанты 2 апреля 1942 года и в 1944 году полностью сожгли посёлок и убили 64 жителя (похоронены в могилах жертв фашизма в 0,3 км на восток, 1,5 км на запад и 2 км на юго-восток от железнодорожной станции Ратмировичи).
Размещаются асфальтовый завод, нефтебаза, база «Сельхозхимии»; столовая, 3 магазина.

## Население

### Численность
- 2004 год — 58 хозяйств, 136 жителей.

### Динамика
- 1940 год — 20 дворов, 103 жителя.
- 1959 год — 146 жителей (согласно переписи).
- 2004 год — 58 хозяйств, 136 жителей.

## Достопримечательность
- Обелиск на месте убитых и сожженных 56 советских граждан 02.04.1942 (номер воинского захоронения 8270)[2].
- Обелиск на месте захоронения мирных жителей семьи Падуто (мать и дочь), расстрелянных немецко-фашистскими захватчиками в 1944 году (номер воинского захоронения 8411)[2].
- Обелиск на месте сожженных семей Шейко, Ястремских (номер воинского захоронения 8415)[2].